# Palermo-Skala
Die Palermo-Skala ist ein von Astronomen verwendetes Maß zur Sortierung der zahlreichen identifizierten möglichen Einschläge erdnaher Objekte nach der jeweils angemessenen Aufmerksamkeit.
Sie kombiniert die Wahrscheinlichkeit des Einschlags, die geschätzte kinetische Energie (als Maß für die potenziellen Schäden) und die bis zum möglichen Einschlag verbleibende Zeit zu einem einzigen Wert. Der mathematische Ausdruck dafür wurde 2000 von Richard P. Binzel (MIT) vorgeschlagen – in einer Arbeit über die Turiner Skala, deren Vater er ebenfalls ist – und 2002 von Chesley u. a. begründet. Letztere schlugen für dieses Maß den Namen Palermo Technical Impact Hazard Scale vor – im Gedenken an die dortige Entdeckung des ersten Asteroiden und den Tagungsort der „Asteroids 2001“.
Eine Bewertung von 0 bedeutet, dass die Gefahr der kosmischen Hintergrundgefahr entspricht (definiert als das durchschnittliche Risiko, das von Objekten gleicher oder größerer Größe über die Jahre bis zum Zeitpunkt des potentiellen Ereignisses ausgeht). Eine Bewertung von +2 würde bedeuten, dass die Gefahr 100-mal so groß ist wie ein zufälliges Hintergrundereignis. Skalenwerte von weniger als -2 spiegeln Ereignisse wider, für die es sehr geringe wahrscheinliche Konsequenzen gibt.

## Definition
Das Maß ist definiert als Zehnerlogarithmus des Verhältnisses R der Einschlagswahrscheinlichkeit PI zur erwarteten Zahl von Einschlägen mit mindestens der gleichen Energie E bis zum betrachteten Zeitpunkt:
{\displaystyle {\mathcal {P}}=\log _{10}R=\log _{10}{\frac {P_{\mathrm {I} }}{f_{\mathrm {B} }(E)\cdot \Delta t}}}
Darin bezieht sich die sogenannte Hintergrundeinschlagsrate fB sowohl auf noch unentdeckte als auch auf bekannte Objekte. Die meisten größeren Objekte und ihre Bahnen sind bekannt. Zu geringeren Größen hin wurde die Energieabhängigkeit der Einschlagsrate aus der Größenverteilung von Mondkratern geschätzt. Für die Verwendung in der Palermo-Skala wurde festgelegt:
{\displaystyle f_{\mathrm {B} }(E)=0{,}03\,\left({\frac {E}{\text{MT}}}\right)^{-0{,}8}{\text{yr}}^{-1}\,.} (die Einheit MT bedeutet Megatonnen TNT; yr−1 pro Jahr)

## Berechnung der Palermo-Zahl
Die kinetische Energie E ergibt sich aus der Geschwindigkeit des Objekts beim Eintritt in die Erdatmosphäre v und seiner Masse m.
{\displaystyle E={\frac {1}{2}}\ mv^{2}.}
Die Kollisionsgeschwindigkeit v wird bestimmt aus der Relativgeschwindigkeit am Kreuzungspunkt v∞, wie sie sich aus den Bahnelementen ergibt (d. h. ohne die Erde an diesem Punkt), und der aus der Masse und dem Radius der Erde berechneten Fluchtgeschwindigkeit ve:
{\displaystyle v^{2}=v_{\infty }^{2}+v_{\mathrm {e} }^{2}\,.}
Die Masse m des Objekts ist meist weniger genau bekannt. Sie wird aus dessen absoluter Helligkeit geschätzt, die aber nicht nur vom Durchmesser, sondern auch von der Albedo abhängt. Ein glücklicher Umstand ist, dass Objekte mit dunkler Oberfläche, die also aufgrund ihrer Helligkeit kleiner eingeschätzt werden als sie sind, meist auch eine unterdurchschnittliche Dichte besitzen, wodurch die Masse selbst dann bloß etwa um einen Faktor 2 unsicher ist, wenn nicht aus spektroskopischen Messungen (einschließlich Radar) auf das Material des Objekts geschlossen werden kann (solch ein Aufwand lohnt sich für die meisten Objekte nicht).

## Anwendungsbeispiele
Im Juli 2002 erregte mit (89959) 2002 NT7 erstmals ein Objekt mit einer positiven Palermo-Zahl ein gewisses öffentliches Aufsehen. Durch folgende genauere Messungen konnte das Einschlagsrisiko aber für absehbare Zeit ausgeschlossen werden.
Am Betrachtungstag 26. Dezember 2012 war der erdnahe Asteroid (29075) 1950 DA der einzige bekannte Himmelskörper mit einer positiven Palermo-Zahl, nämlich 0,17 für einen möglichen Einschlag im Jahr 2880; per 30. Juni 2015 wird er jedoch nur mit einem Wert von −2,32 unter den Objects Not Recently Observed gelistet. Zum Ende des Jahres 2021 lag der Wert bei −1,42, was ihn zum Asteroiden mit dem höchsten Wert macht. Die Einschlagswahrscheinlichkeit liegt bei 0,022 %.
Den zweithöchsten Wert wies ab dem 6. Januar 2022 der Asteroid 2022 AE1 auf: −1,15 für einen möglichen Einschlag am 4. Juli 2023 mit einer Wahrscheinlichkeit von 0,015 %. Am 20. Januar 2022 wurde 2022 AE1 nach weiteren Beobachtungen von der Risikoliste entfernt.
Zuvor fand sich an dieser Stelle der Asteroid (101955) Bennu: −1,59 für einen möglichen Einschlag am 24. September 2182 mit einer Wahrscheinlichkeit von 0,68 %. Das ist eine höhere Wahrscheinlichkeit als bei (29075) 1950 DA, dieser hat jedoch einen deutlich größeren Durchmesser, weshalb die Palermo-Zahl hier höher ist, obwohl ein Einschlag etwas unwahrscheinlicher ist.
Ende Dezember 2004 führte für wenige Tage der Asteroid (99942) Apophis (damals unter der provisorischen Bezeichnung 2004 MN4 bekannt) die Liste an, mit einer Palermo-Zahl von bis zu 1,1 für einen möglichen Einschlag im Jahr 2029, entsprechend dem 12,6-fachen des Hintergrundrisikos. Das höchste für Apophis ermittelte Einschlagsrisiko betrug ca. 1:37 oder 2,7 %. Durch spätere Beobachtungen und genauere Kenntnisse der Bahnelemente konnte der Einschlag im Jahr 2029 jedoch ausgeschlossen werden, 2021 schloss die NASA einen Einschlag im 21. Jahrhundert vollständig aus.